# Роберт Герц
Роберт Вальтер Герц (фр. Robert Walter Hertz; 22 червня 1881, Сен-Клу — 13 квітня 1915, Маршевіль) — французький соціолог та антрополог, учень Еміля Дюркгайма та Марселя Мосса, який поставив вивчення смерті у центр обговорення суспільних наук. Загинув на полі бою під час Першої світової війни. Роботи Герца були маловідомі за межами Франції аж до 1960-х років, коли «Смерть і права рука» вийшла друком англійською мовою у перекладі Родні і Клаудії Нідам.

## Біографія
Герц народився у родині німецьких євреїв, які іммігрували до Франції незадовго до його народження. Навчався у Вищій нормальній школі, разом з Емілем Дюркгаймом працював над першими номерами L'Annee Sociologique.

## Спадок
Робота Герца була маловідомою за межами Франції аж до першого перекладу англійською мовою у 1960 році. Александер Райлі зауважує, що «через незначний (у кількісному сенсі) соціологічний доробок і ранню смерть Роберта Герца, його робота мала тільки мимолітний вплив на вчених Дюркгаймівської школи».